# أديل برودبنت
أديل برودبنت (بالإنجليزية: Adele Broadbent)‏ هي كاتِبة نيوزيلندية، ولدت في 17 أبريل 1968 في نيبيار في نيوزيلندا.